# Санта Кларита (Калифорнија)
Санта Кларита (енгл. Santa Clarita) град је у америчкој савезној држави Калифорнија. По попису становништва из 2020. у њему је живело 228.673 становника.

## Демографија
Према попису становништва из 2010. у граду је живело 176.320 становника, што је 25.232 (16,7%) становника више него 2000. године.
|                   | 2010.            | 2000.            |
| Укупно            | 176 320 (100,0%) | 151 088 (100,0%) |
| Белци             | 98 838 (56,06%)  | 104 646 (69,26%) |
| Хиспаноамериканци | 51 941 (29,46%)  | 30 968 (20,50%)  |
| Азијати           | 15 025 (8,521%)  | 7 923 (5,244%)   |
| Афроамериканци    | 5 623 (3,189%)   | 3 122 (2,066%)   |
| Остали            | 4 893 (2,775%)   | 4 429 (2,931%)   |